# Nadejda Tchernichova
Pour les articles homonymes, voir Tchernychov.
Nadejda Petrovna Tchernichova (en russe Надежда Петровна Чернышёва), née le 21 mars 1951 à Kazan et morte le 3 mai 2019 à Moscou, est une rameuse d'aviron soviétique. 

## Carrière
Aux Jeux olympiques de 1976 à Montréal, Nadejda Tchernichova est médaillée d'argent de quatre avec barreur. Elle est médaillée de bronze de quatre sans barreur aux Championnats du monde d'aviron 1978 à Karapiro.